# Острожно при Поникви
Острожно при Поникви (словен. Ostrožno pri Ponikvi) је насељено место у општини Шентјур, Савињска регија, Словенија.

## Историја
До територијалне реорганизације у Словенији било је у саставу старе општине Шентјур при Цељу.

## Становништво
У попису становништва из 2011. године, Острожно при Поникви је имало 111 становника.
| Број становника према пописима | Број становника према пописима | Број становника према пописима |
| ------------------------------ | ------------------------------ | ------------------------------ |
| 1991                           | 2002                           | 2011                           |
| 134                            | 115                            | 111                            |

Напомена: До 1953. исказивано под именом Острожно. Године 1999. део насеља, који је у саставу општине Словенске Коњице, мења назив из Острожно при Поникви у Острожно при Лочах.